# Candida boidinii
Candida boidinii är en svampart som beskrevs av C. Ramírez 1953. Candida boidinii ingår i släktet Candida, ordningen Saccharomycetales, klassen Saccharomycetes, divisionen sporsäcksvampar och riket svampar.   Inga underarter finns listade i Catalogue of Life.